# 24-я пехотная дивизия (США)
24-я пехотная дивизия (англ. 24th Infantry Division) — пехотная дивизия армии США.

## История
Сформирована в 1941 году.
Во время японской атаки на Перл-Харбор 7 декабря 1941 года дивизия находилась на острове Оаху. В дальнейшем принимала участие в военных действиях на Тихом океане (с апреля 1944 до конца войны).
После капитуляции Японии в сентябре 1945 года 24-я пехотная дивизия США была расквартирована в районе города Мацуяма на острове Сикоку.
В связи с сокращением численности вооруженных сил и военных расходов США до уровня мирного времени в послевоенное время к июню 1950 года дивизия была не полностью укомплектована личным составом.

## Корейская война
24-я пехотная дивизия была первой дивизией США, переброшенной в Корею после начала боевых действий, ей было поручено задержать наступающие части армии КНДР в центральной части Южной Кореи и выиграть время для прибытия подкреплений. Несколько недель дивизия в одиночку пыталась задержать северокорейцев, чтобы дать время выйти на позиции 1-й кавалерийской, 7-й и 25-й пехотным дивизиям.
Наступавшие подразделения 24-й пехотной дивизии известные как оперативная группа «Смит» 5-го июля 1950 года потерпели тяжёлое поражение в битве за Осан, первое сражение между войсками КНДР и США. Силы США столкнулись с неожиданно сильным противником, превосходившим их в численности и вооружении. На протяжении двух недель 24-я дивизия проигрывала один бой за другим, неся потери и постепенно отступая к Тэджону. Полки 24-й дивизии систематически отбрасывались на юг в боях возле Чочивона, Чочана и Пхёнтхека. В битве за Тэджон 24-я дивизия была почти полностью уничтожена, но всё же задержала северокорейцев до 20 июля. К этому времени силы 8-й армии сравнялись по численности с силами КНДР, наступающими в регионе, в то же время как ежедневно прибывали свежие подразделения ООН.
С падением Тэджона войска КНДР начали окружение Пусанского периметра, пытаясь полностью отсечь его. Наступая на позиции войск ООН (которые в данный момент  состояли из войск "Южной Кореи" и Армии США) при поддержке бронетехники (всего на вооружении КНА находилось 50 танков Т-34-76) , они периодически громили американские и южнокорейские войска и отбрасывали их южнее.
В ходе Тэджонской операции, в которой принимало участие несколько пехотных дивизий армии КНДР, артиллерийские полки и некоторые более мелкие вооружённые формирования, северной коалиции удалось с ходу форсировать реку Кимган, окружить и расчленить на две части 24-ю пехотную дивизию и взять в плен её командира, генерал-майора Дина. В результате войска Южной Кореи и ООН потеряли (по оценке советского военного советника) 32 тысячи солдат и офицеров, более 220 орудий и миномётов, 20 танков, 540 пулемётов, 1300 автомашин и др.

#### Тэджонская операция
Тэджонская операция (14—21 июля 1950) — сражение между войсками Соединённых Штатов и Северной Кореи в начале Корейской войны. Соединения американцев пытались защитить штаб-квартиру 24-й пехотной дивизии, находившуюся в крупном городе и важном транспортном узле Тэджон, однако были вытеснены превосходящей численно армией КНДР.
Для защиты Тэджона была задействована вся дивизия, занявшая позиции вдоль реки Кымган. Американские войска испытывали недостаток средств связи и уступали северокорейским по количеству тяжёлых вооружений, и через несколько дней боёв были вынуждены оставить берег реки. После напряжённых трёхдневных боёв на улицах города, американцы отступили.
Хотя им и не удалось удержать город, 24-я пехотная дивизия одержала стратегическую победу, задержав наступление КНДР. Это дало достаточно времени американским силам, чтобы организовать южнее линию защиты вокруг Пусана. Возможно, именно благодаря этой задержке, американцам удалось выстоять в последовавшей битве на Пусанском периметре. Кроме того, во время защиты Тэджона, северокорейцами был захвачен в плен генерал-майор Уильям Ф. Дин, командир 24-й пехотной дивизии, ставший пленником самого высокого ранга за всю Корейскую войну.

### Пусанский периметр

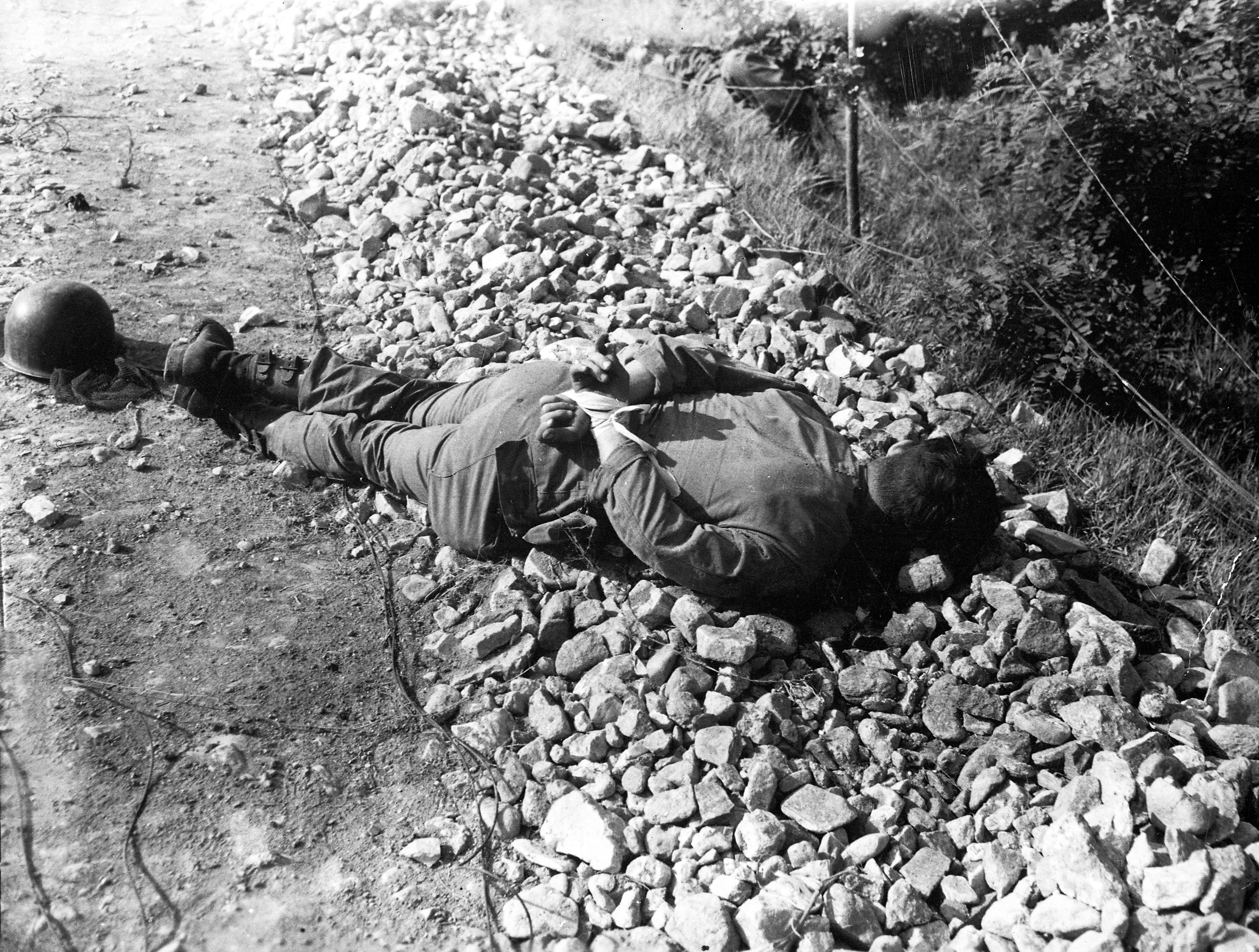
Пленный из состава подразделений 21-го пп 24-й дивизии США (июль 1950 г.), связанный и расстрелянный военнослужащими КНДР

Пуса́нский пери́метр (Пуса́нский плацда́рм) — линия, ограничивающая район на крайнем юго-востоке Кореи, который американские и южнокорейские войска удержали под напором армии КНДР летом и осенью 1950 года в начальный период Корейской войны. Протяжённость составляла 140 миль (около 200 километров). Название получил от портового города Пусан, который являлся основной базой южной коалиции в то время. Большая часть проходила по реке Нактонган.
1 июля в Пусан прибыли части 24-й пехотной дивизии армии США. 4 июля дивизия вступила в бой с Корейской народной армией, однако потерпела ряд поражений. 20 июля командир американских войск генерал-майор Дин оказался в плену у КНА, а остатки американской и южнокорейской армий отступили на юго-восток Корейского полуострова.

#### Оборона Пусанского периметра
К 1 августа силы Южной Кореи и США отступили к Пусану. Остаток контролируемой территории, составившей не более 10 % бывшей территории Республики Корея получил название Пусанского периметра. С конца июля по сентябрь 1950 года американские и южнокорейские войска вели оборонительные бои пытаясь сохранить последнюю территорию на Корейском полуострове. Обороняющимся удалось удержать район, что спасло южан от полного поражения.
Угроза Пусанскому периметру была ликвидирована после Инчхонской десантной операции вооружённых сил США, начавшейся 15 сентября 1950 года. 23 сентября американцами и южанами был отбит Сеул и окружена группировка КНА на юге Кореи, значительная часть которой погибла или попала в плен.
В годы Корейской войны десять военнослужащих дивизии удостоились медали Почёта: генерал Уильям Дин, George D. Libby, Мелвин О. Хандрих, Mitchell Red Cloud, Jr., Карл Додд, Нельсон Ф. Бриттин, Рэй Ю. Дюк, Стэнли Адамс, Mack A. Jordan, и Вудро Кибл. Кибл был награждён посмертно 3 марта 2008 года (26 лет спустя после смерти) В ходе войны дивизия потеряла 3.735 убитыми и 7.395 ранеными. Дивизия оставалась на линии фронта и после перемирия до октября 1957, патрулируя 38-ю параллель на случай возобновления боевых действий. Затем дивизия вернулась в Японию и осталась там на небольшой срок.

### После 1957 года
Летом 1958 года дивизия была передислоцирована в ФРГ.
В 1991 году приняла ограниченное боевое участие в ходе войны в Персидском заливе. Через несколько лет дивизия была распущена в рамках сокращения численности вооруженных сил США после окончания холодной войны в 1990-х годах.
В октябре 1999 года дивизия была воссоздана в штате Канзас как учебная часть для подготовки и развёртывания сил Национальной Гвардии. В 2006 году дивизия была снова распущена.

## Состав
- Штаб дивизии

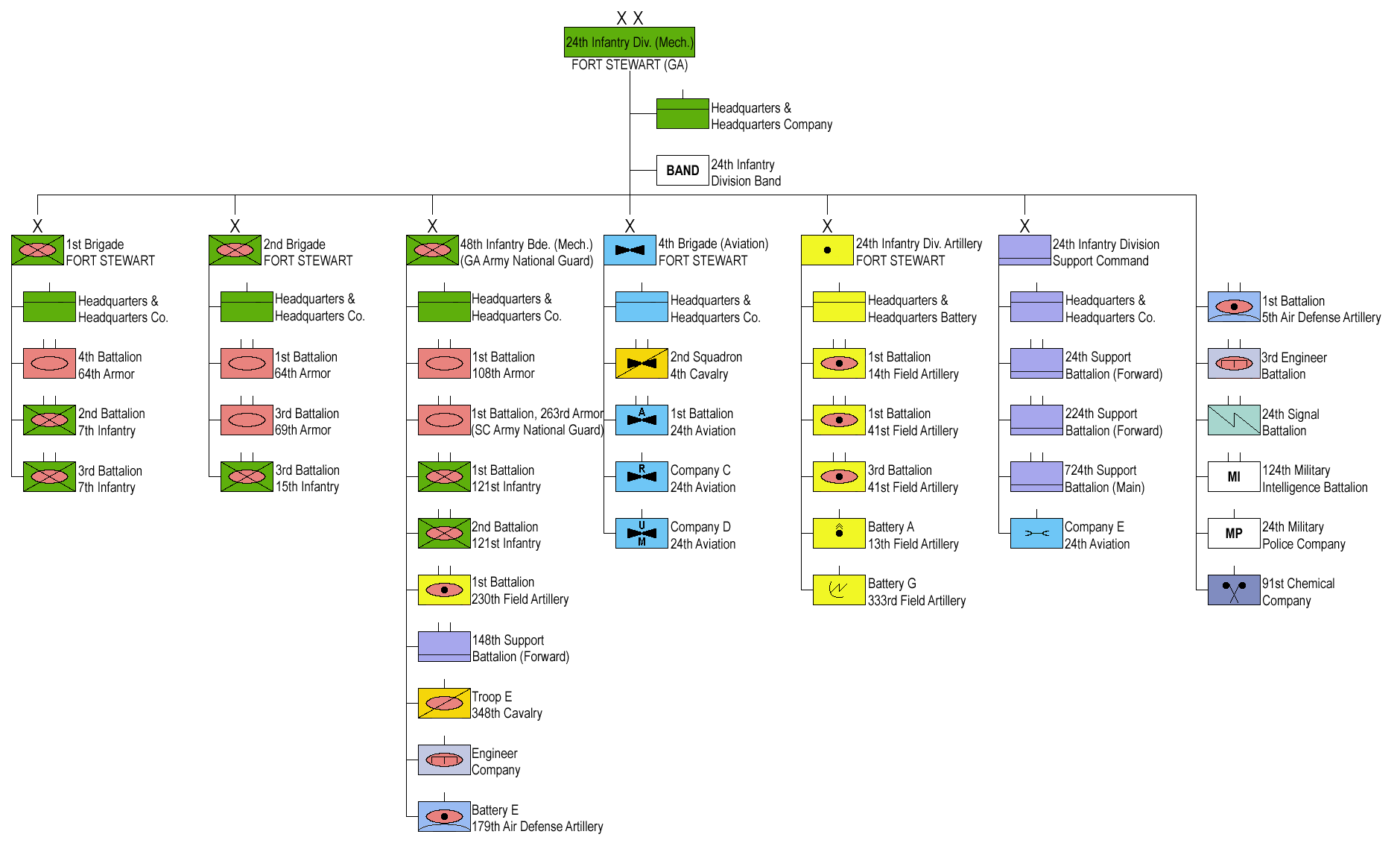
Состав 24-й пд на 1989 год

  - 2-й батальон 4-го кавалерийского полка (2nd Battalion, 4th Cavalry)
  - 4-й батальон 4-го кавалерийского полка (4nd Battalion, 4th Cavalry) — под оперативным контролем 1-й бригады
  - 41-я артиллерийская бригада (41st Field Artillery Brigade)
  - 212-я артиллерийская бригада (212th Field Artillery Brigade) — корпусного подчинения, под оперативным контролем 24-й пд
- 1-я бригада (1st Brigade)
  - 4-й батальон 64-го бронетанкового полка (4th BN, 64th Armor Regiment)
  - 2-й батальон 7-го пехотного полка (2nd BN, 7th Infantry Regiment (Mech))
  - 3-й батальон 7-го пехотного полка (3rd BN, 7th Infantry Regiment (Mech))
  - 1-й дивизион 41-го артиллерийского полка (1st BN, 41st Field Artillery Regiment) (155-мм САУ)
- 2-я бригада (2nd Brigade)
  - 1-й батальон 64-го бронетанкового полка (1st BN, 64th Armor Regiment)
  - 3-й батальон 69-го бронетанкового полка (3rd BN, 69th Armor Regiment)
  - 3-й батальон 15-го пехотного полка (3rd BN, 15th Infantry Regiment (Mech))
  - 3-й дивизион 41-го артиллерийского полка (3rd BN, 41st Field Artillery Regiment) (155-мм САУ)
- 197-я пехотная бригада (механизированная) (197th Infantry Brigade (Mech)) – придана 24-й пд
  - 2-й батальон 69-го бронетанкового полка (2nd BN, 69th Armor Regiment)
  - 1-й батальон 18-го пехотного полка (1st BN, 18th Infantry Regiment (Mech))
  - 2-й батальон 18-го пехотного полка (2nd BN, 18th Infantry Regiment (Mech))
  - 4-й дивизион 41-го артиллерийского полка (4th BN, 41st Field Artillery Regiment) (155-мм САУ)[22]